# Каспер Ідланд
Каспер Ідланд (норв. Kaser Idland; 21 червня 1918 — 25 травня 1968) — норвезький військовик, член Руху Опору під час Другої світової війни.

## Дитинство і шкільні роки
Каспер Ідланд народився у невеликому селі в комуні Санднес на півдні Норвегії. Другий з семи дітей Карстена і Гудрун Берг Ідланд. У 1937 роцц, після трьох з половиною років навчання в армійській школі отримав звання сержанта. Потім навчався у школі поштових працівників, по закінченні якої працював у поштовому відділенні у Ставангері.

## Друга світова війна
У 1940 році, коли Норвегія була захоплена німецькими військами, вступив у норвезькі збройні сили і брав участь в боях при Дірдалі, які були частиною операції Везерюбунг. Недалеко від села Мадлен Каспер попав у німецький полон, але пізніше був звільнений.

### Рота Лінге
У вересні 1941 року Ідланд перебрався на човні у Шотландію і незабаром вступив до лав 1-ї окремої норвезької роти. У грудні 1941 року Ідланд в складі британських командос брав участь у бойовій операції в Рейне (громада Москенес).

### Атака на Веморк
У 1943 році Ідланд брав участь в атаці на Веморк — двох операціях, проведених з метою знищення заводу з виробництва важкої води, які зроблені норвезькими диверсантами під час Другої світової війни. Операції проводилися для запобігання ядерної програми німецького енергетичного проекту з виробництва важкої води (окис дейтерію), яка могла бути використана для виробництва ядерної зброї. Після виконання завдання Каспер, разом з чотирма іншими членами групи, втік на лижах у Швецію.

### Vestige 4
З 1944 по 1945 Ідланд брав активну участь у групі опору Vestige 4. Основною метою групи був саботаж військових кораблів, проте група Ідланда так і не здійснила жодного саботажу. У складі цієї ж групи він брав участь у підпалі військового табору в Бйоркраймі у січні 1945 року.

## Після війни
Після війни Каспер Ідланд жив у Ставангері до 1955 року, після чого він переїхав до США, де проживав у Гантінгтоні, штат Нью-Йорк до самої смерті 25 травня 1968 року. У 1995 році в рідному селі Ідланда був відкритий меморіал на його честь.

## Нагороди
- Медаль святого Олафа з дубовою гілкою
- Військова медаль
- Медаль Оборони 1940—1945 з розеткою
- Медаль 70-річного ювілею короля Гокона VII
- Воєнний Хрест (Велика Британія)
- Орден Почесного легіону (Франція)
- Воєнний хрест 1939—1945 (Франція)
- Медаль Свободи (з бронзовою пальмовою гілкою) (США)